# Astragalus lepidus
Astragalus lepidus är en ärtväxtart som beskrevs av Dieter Podlech. Astragalus lepidus ingår i släktet vedlar, och familjen ärtväxter. Inga underarter finns listade i Catalogue of Life.